# Carol Eve Rossen
Carol Eve Rossen (nacida como Carol Eve Rosen el 12 de agosto de 1937 en Los Ángeles, California) es una actriz estadounidense.

## Vida y carrera
Empezó su carrera como actriz en 1960 apareciendo en un episodio de la serie June Allyson, después de lo cual interpretó papeles secundarios en muchas series de televisión. Es conocida por su trabajo en Entonces vino Bronson (1969), Las mujeres de Stepford (1975) y La furia (1978). Se retiró de la interpretación en 1995 tras aparecer en la película para televisión Entre dos amores.
Es hija de Robert Rossen y tiene dos hermanos. En 1966 contrajo matrimonio con Hal Holbrook en 1966: tuvieron una hija y se divorciaron en 1983.

## Filmografía (Selección)

### Películas
- 1969: El compromiso
- 1971: Venganza (película para televisión)
- 1975: Las mujeres de Stepford
- 1976: Viuda (película para televisión)
- 1978: El fantasma del vuelo 401
- 1978: La furia
- 1980: Retrato de una rebelde: Margaret Sanger
- 1982: Una cuestión de honor (película para televisión)
- 1983: Final feliz (película para televisión)
- 1995: Entre dos amores (película para televisión)

### Series
- 1960: June Allyson (1 episodio)
- 1961: Los años sin ley (8 episodios)
- 1962-1963: Ciudad despiadada (3 episodios)
- 1964-1966: El fugitivo (5 episodios).
- 1966 los invasores ,( serie de televisión)capítulo " genesis".